# José Torres Gil
José Augusto Torres Gil (ur. 28 marca 1995 w Santa Cruz) – argentyński kolarz specjalizujący się w freestyle'u BMX, mistrz olimpijski z Paryża 2024.

## Życie prywatne
Urodził się w Santa Cruz w Boliwii, w związku z czym posiada podwójne obywatelstwo argentyńskie i boliwijskie. Mieszka w Córdobie w Argentynie.

## Udział w zawodach międzynarodowych
| Impreza                                  | Rok  | Miejsce  | Konkurencja   | Wynik  | Wynik   |
| Impreza                                  | Rok  | Miejsce  | Konkurencja   | Punkty | Miejsce |
| ---------------------------------------- | ---- | -------- | ------------- | ------ | ------- |
| Igrzyska olimpijskie                     | 2024 | Paryż    | freestyle BMX | 94.82  | 01 !    |
| Mistrzostwa świata w kolarstwie miejskim | 2017 | Chengdu  | freestyle BMX | 64.30  | 29.     |
| Mistrzostwa świata w kolarstwie miejskim | 2022 | Abu Zabi | freestyle BMX | 89.26  | 5.      |
| Mistrzostwa świata w kolarstwie miejskim | 2023 | Glasgow  | freestyle BMX | 89.20  | 9.      |